# Per Holmertz
Per Anders Gustaf Holmertz, född 3 februari 1960 i Motala, är en svensk före detta simmare, som blev olympisk silvermedaljör i 100 m frisim i Moskva 1980. Han ingick även i det svenska lagkapplaget på 4 x 100 m medley, som dock diskvalificerades i försöken.